# Cristina Roccati
Cristina Roccati, nota anche con lo pseudonimo di Aganice Aretusiana (Rovigo, 24 ottobre 1732 – Rovigo, 16 marzo 1797), è stata una fisica e poetessa italiana laureata all'Università di Bologna (1751).
Questo fu il terzo titolo accademico mai conferito a una donna da un'università italiana.

## Biografia
Nacque da Giovan Battista e Antonia Campo, che appartenevano a una benestante famiglia aristocratica di Rovigo.
Studiò lettere classiche con Pietro Bertaglia di Arquà, poi rettore del seminario di Rovigo, e all'età di quindici anni ricevette i primi riconoscimenti dall'Accademia per le sue poesie. Nel 1747 i genitori le concessero il permesso di studiare Filosofia naturale all'Università di Bologna sotto la tutela del Bertaglia e in quello stesso anno vi venne ammessa come prima studentessa non bolognese. Studiò letteratura, logica, metafisica, moralità, meteorologia e astronomia, ma concentrò gran parte dei suoi sforzi sulla fisica e sulle scienze naturali.
A Bologna fu premiata per le sue poesie e i suoi sonetti, così come era successo a Rovigo. Divenne membro dell'Accademia dei Concordi di Rovigo (1749), dell'Accademia degli Apatisti di Firenze e dell'Accademia letteraria di Pistoia nel 1750, dell'Accademia nell'Arcadia di Roma, con il nome accademico di Aganice Aretusiana, dell'Accademia degli Ardenti di Bologna e dei Ricovrati a Padova nel 1753 e, nel 1754, in quella degli Agiati di Rovereto.
Il 5 maggio 1751, in un periodo in cui le opportunità di istruzione superiore venivano spesso negate alle donne, Cristina Roccati, che era considerata un prodigio, si laureò in Filosofia diventando, secondo Margaret Wertheim, "la terza donna in assoluto a ottenere un titolo accademico". Proseguì gli studi presso l'Università di Padova, concentrandosi sulla fisica newtoniana, sul greco e sull'ebraico, pur continuando a coltivare i suoi interessi letterari e comporre nuovi versi. A partire dal 1751, fu docente di Fisica presso l'Accademia dei Concordi di Rovigo (dove insegnò almeno fino al 1777). Nel 1752, però, la sua famiglia cadde in rovina finanziaria, evento che la costrinse a interrompere gli studi a Padova e tornare in patria a Rovigo dove insegnò fisica.
All'Accademia dei Concordi di Rovigo, di cui fu eletta presidente nel 1754, Roccati tenne corsi serali di fisica newtoniana per altri soci. Sono state ritrovate solo cinquantuno delle lezioni da lei preparate.
Cristina Roccati morì a Rovigo il 16 marzo 1797.

## Mostre
- 2024-2025, Rovigo - Palazzo Roncale, dal 6 dicembre 2024 al 21 aprile 2025, Cristina Roccati, La donna che osò studiare fisica.